# Meurtres à Mulhouse
Pour plus de détails, voir Fiche technique et Distribution.
Meurtres à Mulhouse est un téléfilm français de la collection Meurtres à..., coécrit par Jérôme Amory et François Guérin et réalisé par Delphine Lemoine. Ce téléfilm a été diffusé pour la première fois en France le 2 octobre 2021 sur France 3.

## Synopsis
En enquêtant sur un crime commis dans une ancienne mine de potasse de Mulhouse (dont la victime est Marie, chercheuse dans un laboratoire pharmaceutique de pointe), la Lieutenante de gendarmerie Sandra Bauer, avec son coéquipier le Major Laurent Bourbon, en vient à soupçonner la compagne de la victime : Émilie Kern. Or cette dernière est aussi l'avocate qui avait privé Sandra de la garde de son fils lors de son divorce. Mais pour l'inculper, Sandra va devoir faire face à son frère Frédéric Bauer qui n'est autre que l'avocat et associé de sa principale suspecte. Au cours de cette enquête qui va rapidement faire écho à la mystérieuse légende de Saint-Nicolas, Sandra et son frère seront amenés à collaborer bon gré mal gré mais surtout à renouer avec un passé tragique : la disparition trois ans plus tôt, de leur neveu Bastien, alors âgé de 11 ans.

## Fiche technique
- Réalisation : Delphine Lemoine
- Scénario et dialogue : Jérôme Amory et François Guérin
- Société de production : Ping & Pong Productions, en coproduction avec France Télévisions, AT Production, La RTBF, TV5 Monde, Radio Télévision Suisse, la région Région Grand Est et Mulhouse Alsace Agglomération, les films du kiosque et le Centre National du Cinéma et de l'Image Animée
- Productrice : Dominique Guérin
- Directeur de production : Ludovic Eyrolle
- Chef Opérateur : Bruno Privat
- Musique : Maïdi Roth et Franck Pilant
- Pays d'origine :  France
- Langue originale : français
- Genre : policier
- Durée : 90 minutes
- Date de première diffusion :
- France : 2 octobre 2021 sur France 3

## Distribution
Sauf indication contraire, les informations mentionnées dans cette section peuvent être confirmées par la base de données cinématographiques IMDb,  présente dans la section « Liens externes ».
- Mélanie Maudran : Sandra Bauer
- François-David Cardonnel : Frédéric Bauer
- Nicolas Van Beveren : Laurent Bourbon
- Madi Belem : Loïc Cimier
- Natalia Dontcheva : Natacha Nowak
- Aurore Erguy : Émilie Kern
- Catherine Arditi : Babcia
- Willy Rovelli : Jasper Schmitt, le médecin légiste
- Erick Deshors : Commandant Beautrin
- Charlotte Valandrey : Karen Bauer
- Jean-François Vlérick : Nicolas Fonge
- Philippe Ohrel : Bernard Pajot

## Audience
- France : 4,8 millions de téléspectateurs (première diffusion) (24,4 % de part d'audience). L'audience consolidée arrive à 5,4 millions (25,4 % de part d'audience)[1].

## Tournage
Le tournage utilise comme décors les paysages de Mulhouse, son agglomération, ses environs, le Massif des Vosges et la route des Crètes.

## Sélection
- Sélection au Festival du film de Colmar 2021.
- Présentation du film au cinéma Bel-Air de Mulhouse, le 6 septembre 2021, avec les élus de l'agglomération de Mulhouse et de la Région Grand Est.